# Anneli Wahlgren
Anneli Christina Wahlgren, född 15 januari 1971 i Uppsala, är en svensk före detta fotbollsspelare.
Wahlgren representerade på klubbnivå Bälinge IF, där hon blev skyttedrottning i damallsvenskan 1995 (27 mål) och 1997 (22 mål, delat med Lena Videkull). Hon spelade 17 A-landskamper (3 mål) för Sverige, och var med i Sveriges trupp i OS 1996.